# Volta à Bélgica de 2022
A 91.ª edição da Volta à Bélgica foi uma corrida de ciclismo em estrada por etapas que se celebrou entre 15 e 19 de junho de 2022 com início na cidade de Merelbeke e final na cidade de Beringen em Bélgica. O percurso constou de um total de 5 etapas sobre uma distância total de 717,9 km.
A corrida fez parte do circuito UCI ProSeries, dentro da categoria 2.pro, e foi vencida pelo suíço Mauro Schmid do Quick-Step Alpha Vinyl. Completaram o pódio, como segundo e terceiro classificado respectivamente, os belgas Tim Wellens do Lotto Soudal e Quinten Hermans do Intermarché-Wanty-Gobert Matériaux.

## Equipas participantes
Tomaram parte na corrida 22 equipas: 8 de categoria UCI WorldTeam, 6 de categoria UCI ProTeam e 8 de categoria Continental. Formaram assim um pelotão de 151 ciclistas dos que acabaram 125. As equipas participantes foram:
| Equipes WorldTeam (8)- Bora-Hansgrohe - Intermarché-Wanty-Gobert Matériaux - Lotto-Soudal - Quick-Step Alpha Vinyl - Israel-Premier Tech - Team DSM - Trek-Segafredo - Cofidis Equipes ProTeam (6)- B&B Hotels-KTM - Bingoal Pauwels Sauces WB - Sport Vlaanderen-Baloise - Arkéa-Samsic - Uno-X Pro Cycling Team - Alpecin-Fenix Equipes Continentais (7)- Baloise Trek Lions - Minerva Cycling Team - Tarteletto-Isorex - BEAT Cycling - VolkerWessels Cycling Team - Geofco Doltcini Matériel-vélo.com - Bolton Equities Black Spoke Pro Cycling translation for headoftableIII_translate index 47 not found- Pauwels Sauzen-Bingoal |
| |

## Etapas
| Etapa | Data    | Percurso                | type                      | Distância (km) | Elevação (m) | Vencedor         | Líder geral   |
| ----- | ------- | ----------------------- | ------------------------- | -------------- | ------------ | ---------------- | ------------- |
| 1     | 15 jun. | Merelbeke – Maarkedal   | etapa plana               | 169,9          | 1 798 m      | Mads Pedersen    | Mads Pedersen |
| 2     | 16 jun. | Beveren – Knokke-Heist  | etapa plana               | 178,9          | 181 m        | Jasper Philipsen | Mads Pedersen |
| 3     | 17 jun. | Scherpenheuvel – Zichem | contrarrelógio individual | 11,8           | 49 m         | Yves Lampaert    | Mads Pedersen |
| 4     | 18 jun. | Durbuy – Durbuy         | etapa escarpada           | 175,2          | 3 326 m      | Quinten Hermans  | Mauro Schmid  |
| 5     | 19 jun. | Gingelom – Beringen     | etapa plana               | 182,1          | 685 m        | Fabio Jakobsen   | Mauro Schmid  |

## Desenvolvimento da corrida

### 1.ª etapa
| Merelbeke - Maarkedal | etapa plana | (169,9 km) |

| \| Classificação por etapas \| Classificação por etapas \| Classificação por etapas \| Classificação por etapas \| Classificação por etapas \| \| Ciclista \| Ciclista \| Equipe \| Tempo \| \| \| ------------------------ \| ------------------------ \| ---------------------------------- \| ------------------------ \| ------------------------ \| \| 1. \| Mads Pedersen \| Trek-Segafredo \| 3h49m35s \| \| \| 2. \| Tim Wellens \| Lotto-Soudal \| + 0s \| \| \| 3. \| Jasper Philipsen \| Alpecin-Fenix \| + 0s \| \| \| 4. \| Quinten Hermans \| Intermarché-Wanty-Gobert Matériaux \| + 0s \| \| \| 5. \| Robbe Ghys \| Sport Vlaanderen-Baloise \| + 0s \| \| \| 6. \| Lorenzo Rota \| Intermarché-Wanty-Gobert Matériaux \| + 0s \| \| \| 7. \| Florian Sénéchal \| Quick-Step Alpha Vinyl \| + 0s \| \| \| 8. \| Axel Zingle \| Cofidis \| + 0s \| \| \| 9. \| Julian Mertens \| Sport Vlaanderen-Baloise \| + 0s \| \| \| 10. \| Alberto Dainese \| Team DSM \| + 0s \| \| |                  |                                    |          |
| |                  |                                    |          |
| Fonte: ProCyclingStats |                  |                                    |          |
| Classificação por etapas |                  |                                    |          |
| Ciclista | Ciclista         | Equipe                             | Tempo    |
| 1. | Mads Pedersen    | Trek-Segafredo                     | 3h49m35s |
| 2. | Tim Wellens      | Lotto-Soudal                       | + 0s     |
| 3. | Jasper Philipsen | Alpecin-Fenix                      | + 0s     |
| 4. | Quinten Hermans  | Intermarché-Wanty-Gobert Matériaux | + 0s     |
| 5. | Robbe Ghys       | Sport Vlaanderen-Baloise           | + 0s     |
| 6. | Lorenzo Rota     | Intermarché-Wanty-Gobert Matériaux | + 0s     |
| 7. | Florian Sénéchal | Quick-Step Alpha Vinyl             | + 0s     |
| 8. | Axel Zingle      | Cofidis                            | + 0s     |
| 9. | Julian Mertens   | Sport Vlaanderen-Baloise           | + 0s     |
| 10. | Alberto Dainese  | Team DSM                           | + 0s     |

| \| Classificação geral \| Classificação geral \| Classificação geral \| Classificação geral \| Classificação geral \| \| Ciclista \| Ciclista \| Equipe \| Tempo \| \| \| ------------------- \| ------------------- \| ---------------------------------- \| ------------------- \| ------------------- \| \| 1. \| Mads Pedersen \| Trek-Segafredo \| 3h49m19s \| \| \| 2. \| Tim Wellens \| Lotto-Soudal \| + 8s \| \| \| 3. \| Mauro Schmid \| Quick-Step Alpha Vinyl \| + 10s \| \| \| 4. \| Jasper Philipsen \| Alpecin-Fenix \| + 12s \| \| \| 5. \| Yves Lampaert \| Quick-Step Alpha Vinyl \| + 13s \| \| \| 6. \| Quinten Hermans \| Intermarché-Wanty-Gobert Matériaux \| + 16s \| \| \| 7. \| Robbe Ghys \| Sport Vlaanderen-Baloise \| + 16s \| \| \| 8. \| Lorenzo Rota \| Intermarché-Wanty-Gobert Matériaux \| + 16s \| \| \| 9. \| Florian Sénéchal \| Quick-Step Alpha Vinyl \| + 16s \| \| \| 10. \| Axel Zingle \| Cofidis \| + 16s \| \| |                  |                                    |          |
| |                  |                                    |          |
| Fonte: ProCyclingStats |                  |                                    |          |
| Classificação geral |                  |                                    |          |
| Ciclista | Ciclista         | Equipe                             | Tempo    |
| 1. | Mads Pedersen    | Trek-Segafredo                     | 3h49m19s |
| 2. | Tim Wellens      | Lotto-Soudal                       | + 8s     |
| 3. | Mauro Schmid     | Quick-Step Alpha Vinyl             | + 10s    |
| 4. | Jasper Philipsen | Alpecin-Fenix                      | + 12s    |
| 5. | Yves Lampaert    | Quick-Step Alpha Vinyl             | + 13s    |
| 6. | Quinten Hermans  | Intermarché-Wanty-Gobert Matériaux | + 16s    |
| 7. | Robbe Ghys       | Sport Vlaanderen-Baloise           | + 16s    |
| 8. | Lorenzo Rota     | Intermarché-Wanty-Gobert Matériaux | + 16s    |
| 9. | Florian Sénéchal | Quick-Step Alpha Vinyl             | + 16s    |
| 10. | Axel Zingle      | Cofidis                            | + 16s    |

### 2.ª etapa
| Beveren - Knokke-Heist | etapa plana | (178,9 km) |

| \| Classificação por etapas \| Classificação por etapas \| Classificação por etapas \| Classificação por etapas \| Classificação por etapas \| \| Ciclista \| Ciclista \| Equipe \| Tempo \| \| \| ------------------------ \| ------------------------ \| ---------------------------------- \| ------------------------ \| ------------------------ \| \| 1. \| Jasper Philipsen \| Alpecin-Fenix \| 3h48m42s \| \| \| 2. \| Danny van Poppel \| Bora-Hansgrohe \| + 0s \| \| \| 3. \| Mads Pedersen \| Trek-Segafredo \| + 0s \| \| \| 4. \| Arnaud De Lie \| Lotto-Soudal \| + 0s \| \| \| 5. \| Sasha Weemaes \| Sport Vlaanderen-Baloise \| + 0s \| \| \| 6. \| Alberto Dainese \| Team DSM \| + 0s \| \| \| 7. \| Fabio Jakobsen \| Quick-Step Alpha Vinyl \| + 0s \| \| \| 8. \| Hugo Hofstetter \| Arkéa-Samsic \| + 0s \| \| \| 9. \| Stanislaw Aniolkowski \| Bingoal Pauwels Sauces WB \| + 0s \| \| \| 10. \| Gerben Thijssen \| Intermarché-Wanty-Gobert Matériaux \| + 0s \| \| |                       |                                    |          |
| |                       |                                    |          |
| Fonte: ProCyclingStats |                       |                                    |          |
| Classificação por etapas |                       |                                    |          |
| Ciclista | Ciclista              | Equipe                             | Tempo    |
| 1. | Jasper Philipsen      | Alpecin-Fenix                      | 3h48m42s |
| 2. | Danny van Poppel      | Bora-Hansgrohe                     | + 0s     |
| 3. | Mads Pedersen         | Trek-Segafredo                     | + 0s     |
| 4. | Arnaud De Lie         | Lotto-Soudal                       | + 0s     |
| 5. | Sasha Weemaes         | Sport Vlaanderen-Baloise           | + 0s     |
| 6. | Alberto Dainese       | Team DSM                           | + 0s     |
| 7. | Fabio Jakobsen        | Quick-Step Alpha Vinyl             | + 0s     |
| 8. | Hugo Hofstetter       | Arkéa-Samsic                       | + 0s     |
| 9. | Stanislaw Aniolkowski | Bingoal Pauwels Sauces WB          | + 0s     |
| 10. | Gerben Thijssen       | Intermarché-Wanty-Gobert Matériaux | + 0s     |

| \| Classificação geral \| Classificação geral \| Classificação geral \| Classificação geral \| Classificação geral \| \| Ciclista \| Ciclista \| Equipe \| Tempo \| \| \| ------------------- \| ------------------- \| ---------------------------------- \| ------------------- \| ------------------- \| \| 1. \| Mads Pedersen \| Trek-Segafredo \| 7h37m57s \| \| \| 2. \| Jasper Philipsen \| Alpecin-Fenix \| + 6s \| \| \| 3. \| Tim Wellens \| Lotto-Soudal \| + 12s \| \| \| 4. \| Danny van Poppel \| Bora-Hansgrohe \| + 14s \| \| \| 5. \| Mauro Schmid \| Quick-Step Alpha Vinyl \| + 14s \| \| \| 6. \| Quinten Hermans \| Intermarché-Wanty-Gobert Matériaux \| + 17s \| \| \| 7. \| Yves Lampaert \| Quick-Step Alpha Vinyl \| + 17s \| \| \| 8. \| Florian Sénéchal \| Quick-Step Alpha Vinyl \| + 17s \| \| \| 9. \| Loïc Vliegen \| Intermarché-Wanty-Gobert Matériaux \| + 18s \| \| \| 10. \| Axel Zingle \| Cofidis \| + 19s \| \| |                  |                                    |          |
| |                  |                                    |          |
| Fonte: ProCyclingStats |                  |                                    |          |
| Classificação geral |                  |                                    |          |
| Ciclista | Ciclista         | Equipe                             | Tempo    |
| 1. | Mads Pedersen    | Trek-Segafredo                     | 7h37m57s |
| 2. | Jasper Philipsen | Alpecin-Fenix                      | + 6s     |
| 3. | Tim Wellens      | Lotto-Soudal                       | + 12s    |
| 4. | Danny van Poppel | Bora-Hansgrohe                     | + 14s    |
| 5. | Mauro Schmid     | Quick-Step Alpha Vinyl             | + 14s    |
| 6. | Quinten Hermans  | Intermarché-Wanty-Gobert Matériaux | + 17s    |
| 7. | Yves Lampaert    | Quick-Step Alpha Vinyl             | + 17s    |
| 8. | Florian Sénéchal | Quick-Step Alpha Vinyl             | + 17s    |
| 9. | Loïc Vliegen     | Intermarché-Wanty-Gobert Matériaux | + 18s    |
| 10. | Axel Zingle      | Cofidis                            | + 19s    |

### 3.ª etapa
| Scherpenheuvel - Zichem | contrarrelógio individual | (11,8 km) |

| \| Classificação por etapas \| Classificação por etapas \| Classificação por etapas \| Classificação por etapas \| Classificação por etapas \| \| Ciclista \| Ciclista \| Equipe \| Tempo \| \| \| ------------------------ \| ------------------------ \| --------------------------------------- \| ------------------------ \| ------------------------ \| \| 1. \| Yves Lampaert \| Quick-Step Alpha Vinyl \| 13m39s \| \| \| 2. \| Mads Pedersen \| Trek-Segafredo \| + 7s \| \| \| 3. \| Daan Hoole \| Trek-Segafredo \| + 10s \| \| \| 4. \| Oscar Riesebeek \| Alpecin-Fenix \| + 12s \| \| \| 5. \| Lasse Norman Hansen \| Uno-X Pro Cycling Team \| + 14s \| \| \| 6. \| Florian Vermeersch \| Lotto-Soudal \| + 14s \| \| \| 7. \| Aaron Gate \| Bolton Equities Black Spoke Pro Cycling \| + 16s \| \| \| 8. \| Alex Kirsch \| Trek-Segafredo \| + 16s \| \| \| 9. \| Jordi Meeus \| Bora-Hansgrohe \| + 17s \| \| \| 10. \| Tim Wellens \| Lotto-Soudal \| + 19s \| \| |                     |                                         |        |
| |                     |                                         |        |
| Fonte: ProCyclingStats |                     |                                         |        |
| Classificação por etapas |                     |                                         |        |
| Ciclista | Ciclista            | Equipe                                  | Tempo  |
| 1. | Yves Lampaert       | Quick-Step Alpha Vinyl                  | 13m39s |
| 2. | Mads Pedersen       | Trek-Segafredo                          | + 7s   |
| 3. | Daan Hoole          | Trek-Segafredo                          | + 10s  |
| 4. | Oscar Riesebeek     | Alpecin-Fenix                           | + 12s  |
| 5. | Lasse Norman Hansen | Uno-X Pro Cycling Team                  | + 14s  |
| 6. | Florian Vermeersch  | Lotto-Soudal                            | + 14s  |
| 7. | Aaron Gate          | Bolton Equities Black Spoke Pro Cycling | + 16s  |
| 8. | Alex Kirsch         | Trek-Segafredo                          | + 16s  |
| 9. | Jordi Meeus         | Bora-Hansgrohe                          | + 17s  |
| 10. | Tim Wellens         | Lotto-Soudal                            | + 19s  |

| \| Classificação geral \| Classificação geral \| Classificação geral \| Classificação geral \| Classificação geral \| \| Ciclista \| Ciclista \| Equipe \| Tempo \| \| \| ------------------- \| ------------------- \| ---------------------------------- \| ------------------- \| ------------------- \| \| 1. \| Mads Pedersen \| Trek-Segafredo \| 7h51m43s \| \| \| 2. \| Yves Lampaert \| Quick-Step Alpha Vinyl \| + 10s \| \| \| 3. \| Tim Wellens \| Lotto-Soudal \| + 24s \| \| \| 4. \| Oscar Riesebeek \| Alpecin-Fenix \| + 25s \| \| \| 5. \| Jasper Philipsen \| Alpecin-Fenix \| + 28s \| \| \| 6. \| Mauro Schmid \| Quick-Step Alpha Vinyl \| + 28s \| \| \| 7. \| Axel Zingle \| Cofidis \| + 38s \| \| \| 8. \| Florian Sénéchal \| Quick-Step Alpha Vinyl \| + 43s \| \| \| 9. \| Quinten Hermans \| Intermarché-Wanty-Gobert Matériaux \| + 46s \| \| \| 10. \| Danny van Poppel \| Bora-Hansgrohe \| + 48s \| \| |                  |                                    |          |
| |                  |                                    |          |
| Fonte: ProCyclingStats |                  |                                    |          |
| Classificação geral |                  |                                    |          |
| Ciclista | Ciclista         | Equipe                             | Tempo    |
| 1. | Mads Pedersen    | Trek-Segafredo                     | 7h51m43s |
| 2. | Yves Lampaert    | Quick-Step Alpha Vinyl             | + 10s    |
| 3. | Tim Wellens      | Lotto-Soudal                       | + 24s    |
| 4. | Oscar Riesebeek  | Alpecin-Fenix                      | + 25s    |
| 5. | Jasper Philipsen | Alpecin-Fenix                      | + 28s    |
| 6. | Mauro Schmid     | Quick-Step Alpha Vinyl             | + 28s    |
| 7. | Axel Zingle      | Cofidis                            | + 38s    |
| 8. | Florian Sénéchal | Quick-Step Alpha Vinyl             | + 43s    |
| 9. | Quinten Hermans  | Intermarché-Wanty-Gobert Matériaux | + 46s    |
| 10. | Danny van Poppel | Bora-Hansgrohe                     | + 48s    |

### 4.ª etapa
| Durbuy - Durbuy | etapa escarpada | (175,2 km) |

| \| Classificação por etapas \| Classificação por etapas \| Classificação por etapas \| Classificação por etapas \| Classificação por etapas \| \| Ciclista \| Ciclista \| Equipe \| Tempo \| \| \| ------------------------ \| ------------------------ \| ---------------------------------- \| ------------------------ \| ------------------------ \| \| 1. \| Quinten Hermans \| Intermarché-Wanty-Gobert Matériaux \| 4h19m39s \| \| \| 2. \| Mauro Schmid \| Quick-Step Alpha Vinyl \| + 0s \| \| \| 3. \| Tim Wellens \| Lotto-Soudal \| + 4s \| \| \| 4. \| Lorenzo Rota \| Intermarché-Wanty-Gobert Matériaux \| + 6s \| \| \| 5. \| Dries De Bondt \| Alpecin-Fenix \| + 29s \| \| \| 6. \| Victor Campenaerts \| Lotto-Soudal \| + 29s \| \| \| 7. \| Mark Donovan \| Team DSM \| + 2m20s \| \| \| 8. \| Yves Lampaert \| Quick-Step Alpha Vinyl \| + 2m22s \| \| \| 9. \| Mads Pedersen \| Trek-Segafredo \| + 2m27s \| \| \| 10. \| Jasper Philipsen \| Alpecin-Fenix \| + 2m27s \| \| |                    |                                    |          |
| |                    |                                    |          |
| Fonte: ProCyclingStats |                    |                                    |          |
| Classificação por etapas |                    |                                    |          |
| Ciclista | Ciclista           | Equipe                             | Tempo    |
| 1. | Quinten Hermans    | Intermarché-Wanty-Gobert Matériaux | 4h19m39s |
| 2. | Mauro Schmid       | Quick-Step Alpha Vinyl             | + 0s     |
| 3. | Tim Wellens        | Lotto-Soudal                       | + 4s     |
| 4. | Lorenzo Rota       | Intermarché-Wanty-Gobert Matériaux | + 6s     |
| 5. | Dries De Bondt     | Alpecin-Fenix                      | + 29s    |
| 6. | Victor Campenaerts | Lotto-Soudal                       | + 29s    |
| 7. | Mark Donovan       | Team DSM                           | + 2m20s  |
| 8. | Yves Lampaert      | Quick-Step Alpha Vinyl             | + 2m22s  |
| 9. | Mads Pedersen      | Trek-Segafredo                     | + 2m27s  |
| 10. | Jasper Philipsen   | Alpecin-Fenix                      | + 2m27s  |

| \| Classificação geral \| Classificação geral \| Classificação geral \| Classificação geral \| Classificação geral \| \| Ciclista \| Ciclista \| Equipe \| Tempo \| \| \| ------------------- \| ------------------- \| ---------------------------------- \| ------------------- \| ------------------- \| \| 1. \| Mauro Schmid \| Quick-Step Alpha Vinyl \| 12h11m41s \| \| \| 2. \| Tim Wellens \| Lotto-Soudal \| + 0s \| \| \| 3. \| Quinten Hermans \| Intermarché-Wanty-Gobert Matériaux \| + 8s \| \| \| 4. \| Lorenzo Rota \| Intermarché-Wanty-Gobert Matériaux \| + 41s \| \| \| 5. \| Victor Campenaerts \| Lotto-Soudal \| + 1m05s \| \| \| 6. \| Dries De Bondt \| Alpecin-Fenix \| + 1m50s \| \| \| 7. \| Mads Pedersen \| Trek-Segafredo \| + 2m08s \| \| \| 8. \| Yves Lampaert \| Quick-Step Alpha Vinyl \| + 2m13s \| \| \| 9. \| Oscar Riesebeek \| Alpecin-Fenix \| + 2m33s \| \| \| 10. \| Jasper Philipsen \| Alpecin-Fenix \| + 2m36s \| \| |                    |                                    |           |
| |                    |                                    |           |
| Fonte: ProCyclingStats |                    |                                    |           |
| Classificação geral |                    |                                    |           |
| Ciclista | Ciclista           | Equipe                             | Tempo     |
| 1. | Mauro Schmid       | Quick-Step Alpha Vinyl             | 12h11m41s |
| 2. | Tim Wellens        | Lotto-Soudal                       | + 0s      |
| 3. | Quinten Hermans    | Intermarché-Wanty-Gobert Matériaux | + 8s      |
| 4. | Lorenzo Rota       | Intermarché-Wanty-Gobert Matériaux | + 41s     |
| 5. | Victor Campenaerts | Lotto-Soudal                       | + 1m05s   |
| 6. | Dries De Bondt     | Alpecin-Fenix                      | + 1m50s   |
| 7. | Mads Pedersen      | Trek-Segafredo                     | + 2m08s   |
| 8. | Yves Lampaert      | Quick-Step Alpha Vinyl             | + 2m13s   |
| 9. | Oscar Riesebeek    | Alpecin-Fenix                      | + 2m33s   |
| 10. | Jasper Philipsen   | Alpecin-Fenix                      | + 2m36s   |

### 5.ª etapa
| Gingelom - Beringen | etapa plana | (182,1 km) |

| \| Classificação por etapas \| Classificação por etapas \| Classificação por etapas \| Classificação por etapas \| Classificação por etapas \| \| Ciclista \| Ciclista \| Equipe \| Tempo \| \| \| ------------------------ \| ------------------------ \| ---------------------------------- \| ------------------------ \| ------------------------ \| \| 1. \| Fabio Jakobsen \| Quick-Step Alpha Vinyl \| 3h47m03s \| \| \| 2. \| Jasper Philipsen \| Alpecin-Fenix \| + 0s \| \| \| 3. \| Gerben Thijssen \| Intermarché-Wanty-Gobert Matériaux \| + 0s \| \| \| 4. \| Sam Bennett \| Bora-Hansgrohe \| + 0s \| \| \| 5. \| Max Walscheid \| Cofidis \| + 0s \| \| \| 6. \| Amaury Capiot \| Arkéa-Samsic \| + 0s \| \| \| 7. \| Mads Pedersen \| Trek-Segafredo \| + 0s \| \| \| 8. \| Alberto Dainese \| Team DSM \| + 0s \| \| \| 9. \| Sasha Weemaes \| Sport Vlaanderen-Baloise \| + 0s \| \| \| 10. \| Tom Van Asbroeck \| Israel-Premier Tech \| + 0s \| \| |                  |                                    |          |
| |                  |                                    |          |
| Fonte: ProCyclingStats |                  |                                    |          |
| Classificação por etapas |                  |                                    |          |
| Ciclista | Ciclista         | Equipe                             | Tempo    |
| 1. | Fabio Jakobsen   | Quick-Step Alpha Vinyl             | 3h47m03s |
| 2. | Jasper Philipsen | Alpecin-Fenix                      | + 0s     |
| 3. | Gerben Thijssen  | Intermarché-Wanty-Gobert Matériaux | + 0s     |
| 4. | Sam Bennett      | Bora-Hansgrohe                     | + 0s     |
| 5. | Max Walscheid    | Cofidis                            | + 0s     |
| 6. | Amaury Capiot    | Arkéa-Samsic                       | + 0s     |
| 7. | Mads Pedersen    | Trek-Segafredo                     | + 0s     |
| 8. | Alberto Dainese  | Team DSM                           | + 0s     |
| 9. | Sasha Weemaes    | Sport Vlaanderen-Baloise           | + 0s     |
| 10. | Tom Van Asbroeck | Israel-Premier Tech                | + 0s     |

## Classificações finais
- As classificações finalizaram da seguinte forma:[2]

### Classificação geral
| \| Classificação geral \| Classificação geral \| Classificação geral \| Classificação geral \| Classificação geral \| \| Ciclista \| Ciclista \| Equipe \| Tempo \| \| \| ------------------- \| ------------------- \| --------------------------------------- \| ------------------- \| ------------------- \| \| 1. \| Mauro Schmid \| Quick-Step Alpha Vinyl \| 15h58m40s \| \| \| 2. \| Tim Wellens \| Lotto-Soudal \| + 0s \| \| \| 3. \| Quinten Hermans \| Intermarché-Wanty-Gobert Matériaux \| + 12s \| \| \| 4. \| Lorenzo Rota \| Intermarché-Wanty-Gobert Matériaux \| + 45s \| \| \| 5. \| Victor Campenaerts \| Lotto-Soudal \| + 1m09s \| \| \| 6. \| Dries De Bondt \| Alpecin-Fenix \| + 1m54s \| \| \| 7. \| Mads Pedersen \| Trek-Segafredo \| + 2m12s \| \| \| 8. \| Jasper Philipsen \| Alpecin-Fenix \| + 2m34s \| \| \| 9. \| Oscar Riesebeek \| Alpecin-Fenix \| + 2m37s \| \| \| 10. \| Aaron Gate \| Bolton Equities Black Spoke Pro Cycling \| + 3m03s \| \| |                    |                                         |           |
| |                    |                                         |           |
| Fonte: ProCyclingStats |                    |                                         |           |
| Classificação geral |                    |                                         |           |
| Ciclista | Ciclista           | Equipe                                  | Tempo     |
| 1. | Mauro Schmid       | Quick-Step Alpha Vinyl                  | 15h58m40s |
| 2. | Tim Wellens        | Lotto-Soudal                            | + 0s      |
| 3. | Quinten Hermans    | Intermarché-Wanty-Gobert Matériaux      | + 12s     |
| 4. | Lorenzo Rota       | Intermarché-Wanty-Gobert Matériaux      | + 45s     |
| 5. | Victor Campenaerts | Lotto-Soudal                            | + 1m09s   |
| 6. | Dries De Bondt     | Alpecin-Fenix                           | + 1m54s   |
| 7. | Mads Pedersen      | Trek-Segafredo                          | + 2m12s   |
| 8. | Jasper Philipsen   | Alpecin-Fenix                           | + 2m34s   |
| 9. | Oscar Riesebeek    | Alpecin-Fenix                           | + 2m37s   |
| 10. | Aaron Gate         | Bolton Equities Black Spoke Pro Cycling | + 3m03s   |

### Classificação por pontos
| Classificação por pontos | Classificação por pontos | Classificação por pontos           | Classificação por pontos | Classificação por pontos |
| Ciclista                 | Ciclista                 | Equipe                             | Pontos                   |                          |
| ------------------------ | ------------------------ | ---------------------------------- | ------------------------ | ------------------------ |
| 1.                       | Mads Pedersen            | Trek-Segafredo                     | 94 pts                   |                          |
| 2.                       | Jasper Philipsen         | Alpecin-Fenix                      | 87 pts                   |                          |
| 3.                       | Tim Wellens              | Lotto-Soudal                       | 53 pts                   |                          |
| 4.                       | Quinten Hermans          | Intermarché-Wanty-Gobert Matériaux | 49 pts                   |                          |
| 5.                       | Fabio Jakobsen           | Quick-Step Alpha Vinyl             | 43 pts                   |                          |
| 6.                       | Alberto Dainese          | Team DSM                           | 37 pts                   |                          |
| 7.                       | Lorenzo Rota             | Intermarché-Wanty-Gobert Matériaux | 34 pts                   |                          |
| 8.                       | Gerben Thijssen          | Intermarché-Wanty-Gobert Matériaux | 32 pts                   |                          |
| 9.                       | Sasha Weemaes            | Sport Vlaanderen-Baloise           | 28 pts                   |                          |
| 10.                      | Mauro Schmid             | Quick-Step Alpha Vinyl             | 25 pts                   |                          |

### Classificação da combatividade
| Classificação da combatividade | Classificação da combatividade | Classificação da combatividade | Classificação da combatividade | Classificação da combatividade |
| Ciclista                       | Ciclista                       | Equipe                         | Pontos                         |                                |
| ------------------------------ | ------------------------------ | ------------------------------ | ------------------------------ | ------------------------------ |

### Classificação por equipas
| Classificação por equipes | Classificação por equipes          | Classificação por equipes | Classificação por equipes |
| Equipe                    | Equipe                             | Tempo                     |                           |
| ------------------------- | ---------------------------------- | ------------------------- | ------------------------- |
| 1.                        | Intermarché-Wanty-Gobert Matériaux | 48h00m54s                 |                           |
| 2.                        | Quick-Step Alpha Vinyl             | + 1m59s                   |                           |
| 3.                        | Alpecin-Fenix                      | + 2m33s                   |                           |
| 4.                        | Lotto-Soudal                       | + 7m06s                   |                           |
| 5.                        | Israel-Premier Tech                | + 12m30s                  |                           |

## Evolução das classificações
| Etapa |                           | Vencedor _       | Classificação geral | Prêmio por pontos | Juventude       | Equipes _                          |
| ----- | ------------------------- | ---------------- | ------------------- | ----------------- | --------------- | ---------------------------------- |
| 1     | etapa plana               | Mads Pedersen    | Mads Pedersen       | Mads Pedersen     | Thibau Nys      | Intermarché-Wanty-Gobert Matériaux |
| 2     | etapa plana               | Jasper Philipsen | Mads Pedersen       | Mads Pedersen     | Thibau Nys      | Intermarché-Wanty-Gobert Matériaux |
| 3     | contrarrelógio individual | Yves Lampaert    | Mads Pedersen       | Mads Pedersen     | Kévin Vauquelin | Quick-Step Alpha Vinyl             |
| 4     | etapa escarpada           | Quinten Hermans  | Mauro Schmid        | Mads Pedersen     | Kévin Vauquelin | Intermarché-Wanty-Gobert Matériaux |
| 5     | etapa plana               | Fabio Jakobsen   | Mauro Schmid        | Mads Pedersen     | Kévin Vauquelin | Intermarché-Wanty-Gobert Matériaux |
| Final | Final                     |                  | Mauro Schmid        | Mads Pedersen     | Kévin Vauquelin | Intermarché-Wanty-Gobert Matériaux |

## UCI World Ranking
A Volta à Bélgica outorgou pontos para o UCI World Ranking para corredores das equipas nas categorias UCI WorldTeam, UCI ProTeam e Continental. As seguintes tabelas são o barómetro de pontuação e os dez corredores que obtiveram mais pontos:
| Posição             | 1.º | 2.º | 3.º | 4.º | 5.º | 6.º | 7.º | 8.º | 9.º | 10.º | 11.º | 12.º | 13.º | 14.º | 15.º | 16.º-30.º | 31.º-40.º |
| Classificação geral | 200 | 150 | 125 | 100 | 85  | 70  | 60  | 50  | 40  | 35   | 30   | 25   | 20   | 15   | 10   | 5         | 3         |
| Por etapa           | 20  | 10  | 5   |     |     |     |     |     |     |      |      |      |      |      |      |           |           |
| Líder               | 5   |     |     |     |     |     |     |     |     |      |      |      |      |      |      |           |           |

| Classificação |                    |                                    |       |       |       |       |
| Posição       | Ciclista           | Equipa                             | Geral | Etapa | Líder | Total |
| ------------- | ------------------ | ---------------------------------- | ----- | ----- | ----- | ----- |
| 1.º           | Mauro Schmid       | Quick-Step Alpha Vinyl             | 200   | 10    | 5     | 215   |
| 2.º           | Tim Wellens        | Lotto Soudal                       | 150   | 15    | -     | 165   |
| 3.º           | Quinten Hermans    | Intermarché-Wanty-Gobert Matériaux | 125   | 20    | -     | 145   |
| 4.º           | Mads Pedersen      | Trek-Segafredo                     | 60    | 35    | 15    | 110   |
| 5.º           | Lorenzo Rotaciona  | Intermarché-Wanty-Gobert Matériaux | 100   | -     | -     | 100   |
| 6.º           | Victor Campenaerts | Lotto Soudal                       | 85    | -     | -     | 85    |
| 7.º           | Jasper Philipsen   | Alpecin-Fenix                      | 50    | 35    | -     | 85    |
| 8.º           | Dries De Bondt     | Alpecin-Fenix                      | 70    | -     | -     | 70    |
| 9.º           | Oscar Riesebeek    | Alpecin-Fenix                      | 40    | -     | -     | 40    |
| 10.º          | Aaron Gate         | Bolton Equities Black Spoke        | 35    | -     | -     | 35    |